# ヘスス・カピタン・プラダ
カピ（Capi）ことヘスス・カピタン・プラダ（スペイン語: Jesús Capitán Prada、1977年3月26日 - ）は、スペイン・アンダルシア州カマス出身の元サッカー選手である。現役時代のポジションは攻撃的ミッドフィールダー。元スペイン代表。

## 経歴
レアル・ベティスの下部組織出身で、レアル・ベティスBでは150試合近くに出場。1997年5月26日のバレンシアCF戦でトップチームデビューし、1996-97シーズン中にもう1試合に出場した。2000年11月19日、セビージャFCとのセビージャ・ダービー(1-3)で初得点を決めた。2000-01シーズン終了後、同じ町に本拠地を置くこの2クラブは揃ってプリメーラ・ディビシオン（1部）昇格を決めた。2004-05シーズンには4位に躍進し、2005-06シーズンのUEFAチャンピオンズリーグ予選出場権を獲得したが、2005-06シーズンは負傷続きで11試合しか出場できなかった。
2009年前半にも2ヶ月半の間離脱したが、4月3日のCDヌマンシア戦(3-3)で復帰すると、後半途中に投入されて得点した。2008-09シーズン終了後にセグンダ・ディビシオン（2部）降格が決定した。2009-10シーズンも負傷に悩まされ、25試合の出場（フル出場は3試合）にとどまるとともに、プリメーラ・ディビシオン昇格を逃した。2010年6月19日のレバンテUD戦(4-0)がレアル・ベティスでの最後の試合となったが、この試合には出場していない。レアル・ベティスは2位と3位のチームと同勝ち点の4位に終わり、プリメーラ・ディビシオン昇格を逃した。レアル・ベティスのトップチームには13年間在籍してリーグ戦269試合に出場し、El idol de Betis（ベティコのアイドル）と称されるほどの人気を誇った。契約満了により退団し、ヘレスCDに移籍した。
2012年、アマチュアクラブのカマスCFに移籍した。2014年、37歳で現役を引退した。

## 代表
2002年3月27日、ロッテルダムで行われたオランダとの親善試合(0-1)でスペイン代表デビューした。2002年中にオランダ戦も含めて4試合に出場した。

## 所属クラブ
- 1995-1999  レアル・ベティスB
- 1997-2010  レアル・ベティス

1999-2000 → グラナダCF (Loan)
- 2010-2012  ヘレスCD
- 2012-2013  カマスCF